# Amtsgericht Borken

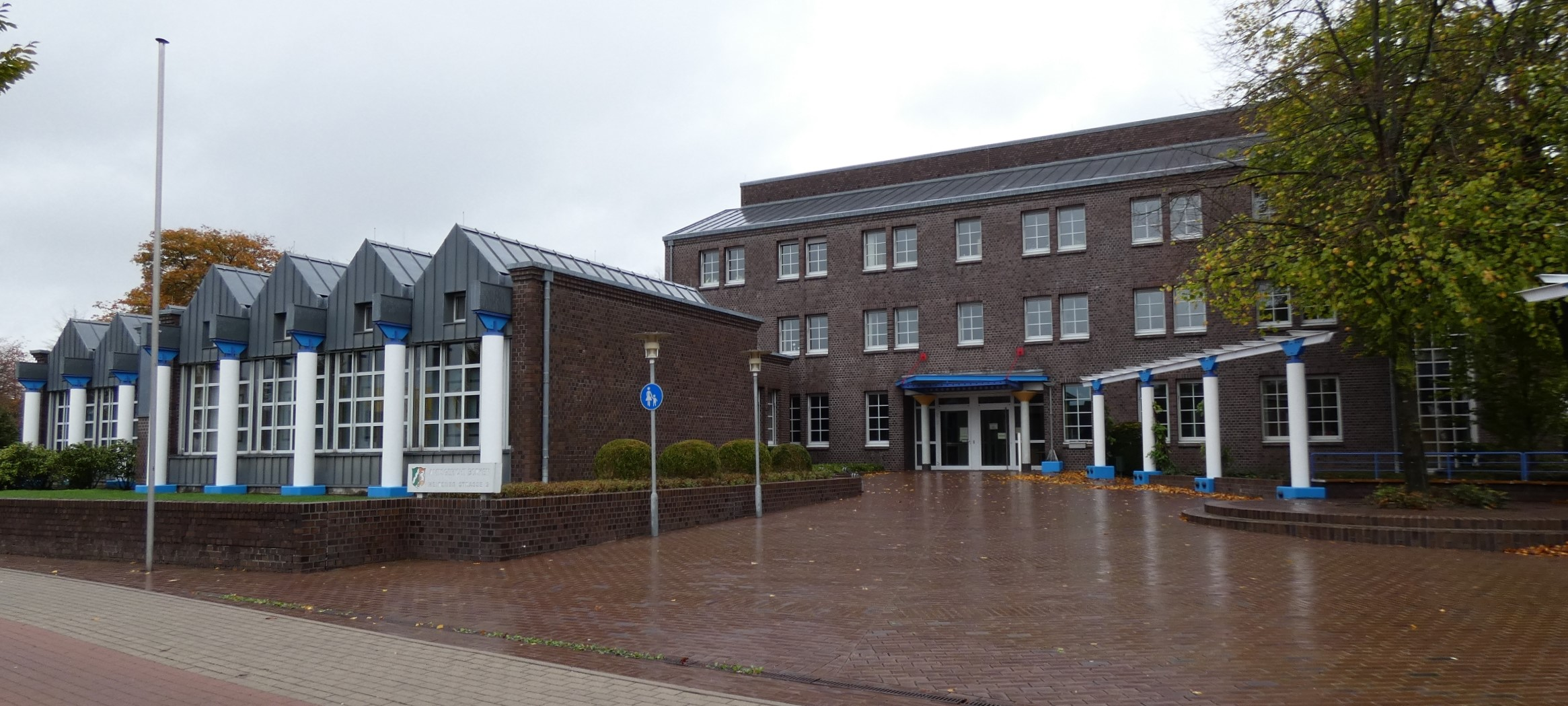
Amtsgericht Borken (2017)

Das Amtsgericht Borken ist ein für die Städte Borken, Gescher und Velen sowie für die Gemeinden Heiden, Raesfeld, Reken und Südlohn im Kreis Borken zuständiges Amtsgericht und hat seinen Sitz in Borken. In dem 538 km² großen Gerichtsbezirk leben rund 114.000 Menschen. Außerdem ist das Amtsgericht Borken für die Landwirtschaftssachen der Amtsgerichtsbezirke Bocholt und Borken zuständig.

## Übergeordnete Gerichte
Das dem Amtsgericht Borken übergeordnete Landgericht ist das Landgericht Münster, das wiederum dem Oberlandesgericht Hamm untersteht.

## Geschichte
In Borken bestand seit 1849 das Kreisgericht Borken, welches zum 1. Januar 1876 zu einer Gerichtsdeputation des Kreisgerichts Coesfeld herabgestuft wurde. Im Rahmen der Reichsjustizgesetze wurden 1879 reichsweit einheitlich Oberlandes-, Land- und Amtsgerichte gebildet. Das königlich preußische Amtsgericht Borken wurde mit Wirkung zum 1. Oktober 1879 als eines von 22 Amtsgerichten im Bezirk des Landgerichtes Münster im Bezirk des Oberlandesgericht Hamm gebildet. Der Sitz des Gerichts war die Stadt Borken. Sein Gerichtsbezirk umfasste den Kreis Borken außer dem Teil, der dem Amtsgericht Bocholt zugeordnet war (dies waren die Stadtbezirke Anholt und Bocholt und die Ämter Dingden, Liedern, Rhede und Werth). Am Gericht bestanden 1880 zwei Richterstellen. Das Amtsgericht war damit ein mittelgroßes Amtsgericht im Landgerichtsbezirk.
Im Jahre 1975 erweiterte sich der Gerichtssprengel um die Stadt Gescher (vorher Amtsgericht Coesfeld) und die Gemeinde Südlohn (vorher Amtsgericht Vreden). Dadurch stieg die Zahl der Richter von drei auf fünf.

## Richter
- Boele (1879–1905)
- Zumloh (1879–1890)
- Vogelsang GehJR (1890–1922)
- Bispinck (1905–1923)
- Franz Bucholtz (1922–1934)
- Wilhelm Boele (1923–1929)
- Stiewe (1929–1938)
- Kubisch (1934–1947)
- Lenze OAR (1938–1942 und 1947–1953, seit 1953 OAR)
- Johanny (1942–1945)
- Kauschke (1947–?)
- Luyken (1955–?)[3]